# Campionati italiani estivi di nuoto 2003
I Campionati italiani estivi di nuoto 2003 si sono svolti a Riccione tra il 29 luglio e il 2 agosto 2003.

## Podi

### Uomini
| Evento               | Oro                                                                                        | Tempo    | Argento                                                                                      | Tempo    | Bronzo                                                                                           | Tempo    |
| Stile libero         |                                                                                            |          |                                                                                              |          |                                                                                                  |          |
| 50 m                 | Michele Scarica                                                                            | 22.55    | Lorenzo Vismara                                                                              | 22.63    | René Gusperti                                                                                    | 23.13    |
| 100 m                | Lorenzo Vismara                                                                            | 49.48    | Christian Galenda                                                                            | 49.75    | Klaus Lanzarini                                                                                  | 50.55    |
| 200 m                | Massimiliano Rosolino                                                                      | 1'48.97  | Christian Galenda                                                                            | 1'49.15  | Federico Cappellazzo                                                                             | 1'49.83  |
| 400 m                | Valerio Cleri                                                                              | 3'53.37  | David Berbotto                                                                               | 3'53.43  | Andrea Frovi                                                                                     | 3'55.35  |
| 800 m                | Christian Minotti                                                                          | 8'04.05  | Marco Formentini                                                                             | 8'04.09  | Nicola Selleri                                                                                   | 8'04.40  |
| 1500 m               | Marco Formentini                                                                           | 15'15.22 | Simone Ercoli                                                                                | 15'29.90 | Francesco Zuccaro                                                                                | 15'33.57 |
| Dorso                |                                                                                            |          |                                                                                              |          |                                                                                                  |          |
| 50 m                 | Luis Alberto Laera                                                                         | 26.53    | Luca Masnadi                                                                                 | 26.96    | Leonardo Tumiotto                                                                                | 27.33    |
| 100 m                | Mirko Mazzari                                                                              | 57.15    | Luca Masnadi                                                                                 | 57.40    | Alessandro Garuglieri                                                                            | 57.45    |
| 200 m                | Alessandro Garuglieri                                                                      | 2'02.21  | Mirko Mazzari                                                                                | 2'02.61  | Alessandro Pontalti                                                                              | 2'03.78  |
| Rana                 |                                                                                            |          |                                                                                              |          |                                                                                                  |          |
| 50 m                 | Domenico Fioravanti                                                                        | 28.11    | Matteo Cortesi                                                                               | 28.48    | Davide Cassol                                                                                    | 28.95    |
| 100 m                | Domenico Fioravanti                                                                        | 1'02.33  | Michele Vancini                                                                              | 1'02.61  | Davide Rummolo                                                                                   | 1'02.84  |
| 200 m                | Michele Vancini                                                                            | 2'14.11  | Davide Rummolo                                                                               | 2'14.65  | Dario Nodari                                                                                     | 2'14.90  |
| Farfalla             |                                                                                            |          |                                                                                              |          |                                                                                                  |          |
| 50 m                 | Mattia Nalesso                                                                             | 24.56    | Rudy Goldin                                                                                  | 25.12    | Alessandro Salvador                                                                              | 25.17    |
| 100 m                | Mattia Nalesso                                                                             | 53.58    | Fabrizio Frascella                                                                           | 54.61    | Paolo Villa                                                                                      | 55.24    |
| 200 m                | Francesco Vespe                                                                            | 2'01.43  | Paolo Villa                                                                                  | 2'02.47  | Leandro Susinna                                                                                  | 2'02.64  |
| Misti                |                                                                                            |          |                                                                                              |          |                                                                                                  |          |
| 200 m                | Massimiliano Rosolino                                                                      | 2'00.38  | Nicola Febbraro                                                                              | 2'03.41  | Matteo Pelliciari                                                                                | 2'03.43  |
| 400 m                | Valerio Cleri                                                                              | 4'21.80  | Nicola Febbraro                                                                              | 4'24.40  | Leonardo Tumiotto                                                                                | 4'25.38  |
| Staffette            |                                                                                            |          |                                                                                              |          |                                                                                                  |          |
| 4x100 m stile libero | Gruppo Nuoto Fiamme Gialle Lorenzo Vismara Christian Galenda René Gusperti Klaus Lanzarini | 3'20.51  | Centro Sportivo Carabinieri Michele Scarica Mauro Gallo Federico Cappellazzo Filippo Magnini | 3'21.34  | Circolo Canottieri Aniene A Pietro Deriu Emiliano Brembilla Simone Ciancarini Simone Cercato     | 3'23.29  |
| 4x200 m stile libero | DDS A Andrea Frovi Alessandro Calvi Matteo Pelliciari Tommaso Proverbio                    | 7'26.30  | Circolo Canottieri Aniene Valerio Cleri Emiliano Brembilla Simone Ciancarini Simone Cercato  | 7'26.59  | Centro Sportivo Carabinieri A Mirko Mazzari Paolo Ghiglione Samuele Pampana Federico Cappellazzo | 7'30.96  |
| 4x100 m misti        | Centro Sportivo Carabinieri Mirko Mazzari Davide Rummolo Mattia Nalesso Michele Scarica    | 3'43.47  | DDS A Enrico Catalano Dario Nodari Matteo Pelliciari Alessandro Calvi                        | 3'46.28  | Gruppo Sportivo Fiamme Oro A Matteo Benini Davide Cassol Andrea Debilio Stefano Linda            | 3'46.30  |

### Donne
| Evento               | Oro                                                                    | Tempo    | Argento                                                                                          | Tempo    | Bronzo                                                                                           | Tempo    |
| Stile libero         |                                                                        |          |                                                                                                  |          |                                                                                                  |          |
| 50 m                 | Cecilia Vianini                                                        | 25.69    | Cristina Chiuso                                                                                  | 25.85    | Lara Consolandi                                                                                  | 26.34    |
| 100 m                | Cecilia Vianini                                                        | 56.48    | Cristina Chiuso                                                                                  | 56.70    | Lara Consolandi                                                                                  | 56.76    |
| 200 m                | Veronica Massari                                                       | 2'02.28  | Sara Goffi                                                                                       | 2'02.96  | Silvia Pagliarini                                                                                | 2'03.21  |
| 400 m                | Anna Simoni                                                            | 4'15.66  | Elisa Pasini                                                                                     | 4'16.27  | Sara Goffi                                                                                       | 4'18.66  |
| 800 m                | Elisa Pasini                                                           | 8'46.03  | Anna Simoni                                                                                      | 8'48.69  | Sara Goffi                                                                                       | 8'51.07  |
| 1500 m               | Elisa Pasini                                                           | 16'49.50 | Simona Ricciardi                                                                                 | 16'55.63 | Melissa Pasquali                                                                                 | 17'02.68 |
| Dorso                |                                                                        |          |                                                                                                  |          |                                                                                                  |          |
| 50 m                 | Alessandra Cappa                                                       | 29.53    | Alessia Regli                                                                                    | 29.73    | Valentina De Nardi                                                                               | 29.95    |
| 100 m                | Alessandra Cappa                                                       | 1'02.82  | Alessia Regli                                                                                    | 1'04.08  | Federica Barsanti                                                                                | 1'04.66  |
| 200 m                | Laura Porchianello                                                     | 2'16.37  | Federica Barsanti                                                                                | 2'17.31  | Alessia Regli                                                                                    | 2'17.45  |
| Rana                 |                                                                        |          |                                                                                                  |          |                                                                                                  |          |
| 50 m                 | Roberta Panara                                                         | 32.22    | Chiara Boggiatto                                                                                 | 32.59    | Serenella Parri                                                                                  | 33.15    |
| 100 m                | Chiara Boggiatto                                                       | 1'09.44  | Sara Farina                                                                                      | 1'09.76  | Roberta Crescentini                                                                              | 1'10.49  |
| 200 m                | Chiara Boggiatto                                                       | 2'29.08  | Sara Farina                                                                                      | 2'29.19  | Sara Giovannoni                                                                                  | 2'30.60  |
| Farfalla             |                                                                        |          |                                                                                                  |          |                                                                                                  |          |
| 50 m                 | Cristina Maccagnola                                                    | 27.28    | Francesca Segat                                                                                  | 27.81    | Giorgia Gramillano                                                                               | 27.98    |
| 100 m                | Francesca Segat                                                        | 1'00.62  | Paola Cavallino                                                                                  | 1'01.36  | Giorgia Gramillano                                                                               | 1'02.03  |
| 200 m                | Francesca Segat                                                        | 2'11.70  | Paola Cavallino                                                                                  | 2'12.45  | Caterina Giacchetti                                                                              | 2'13.34  |
| Misti                |                                                                        |          |                                                                                                  |          |                                                                                                  |          |
| 200 m                | Laura Porchianello                                                     | 2'17.16  | Francesca Segat                                                                                  | 2'18.37  | Veronica Massari                                                                                 | 2'19.11  |
| 400 m                | Laura Porchianello                                                     | 4'48.05  | Veronica Massari                                                                                 | 4'48.08  | Veronica Rodà                                                                                    | 4'55.44  |
| Staffette            |                                                                        |          |                                                                                                  |          |                                                                                                  |          |
| 4x100 m stile libero | DDS A Lara Consolandi Roberta Panara Sara Goffi Cecilia Vianini        | 3'48.75  | Dabliu Sport Team Emanuela Donati Luisa Striani Claudia Bonucci Delfina Pinto                    | 3'54.15  | A.S. Larus Nuoto Giorgia Gramillano Roberta Crescentini Mariangela Zampella Valentina De Nardi   | 3'55.20  |
| 4x200 m stile libero | DDS A Veronica Massari Roberta Panara Cecilia Vianini Sara Goffi       | 8'15.34  | Sisport Fiat Worknet A Elena Prelle Chiara Boggiatto Alice Belliardo Veronica Rodà               | 8'29.09  | Circolo Canottieri Aniene Alessandra Cappa Angelika Fischnaller Ombretta Plos Laura Porchianello | 8'31.76  |
| 4x100 m misti        | DDS A Federica Barsanti Serenella Parri Carla Stampfli Cecilia Vianini | 4'13.27  | A.S. Larus Nuoto A Valentina De Nardi Roberta Crescentini Giorgia Gramillano Mariangela Zampella | 4'14.85  | Circolo Canottieri Aniene Alessandra Cappa Ombretta Plos Ambra Migliori Angelika Fischnaller     | 4'16.21  |